# Rackel (Adelsgeschlecht)

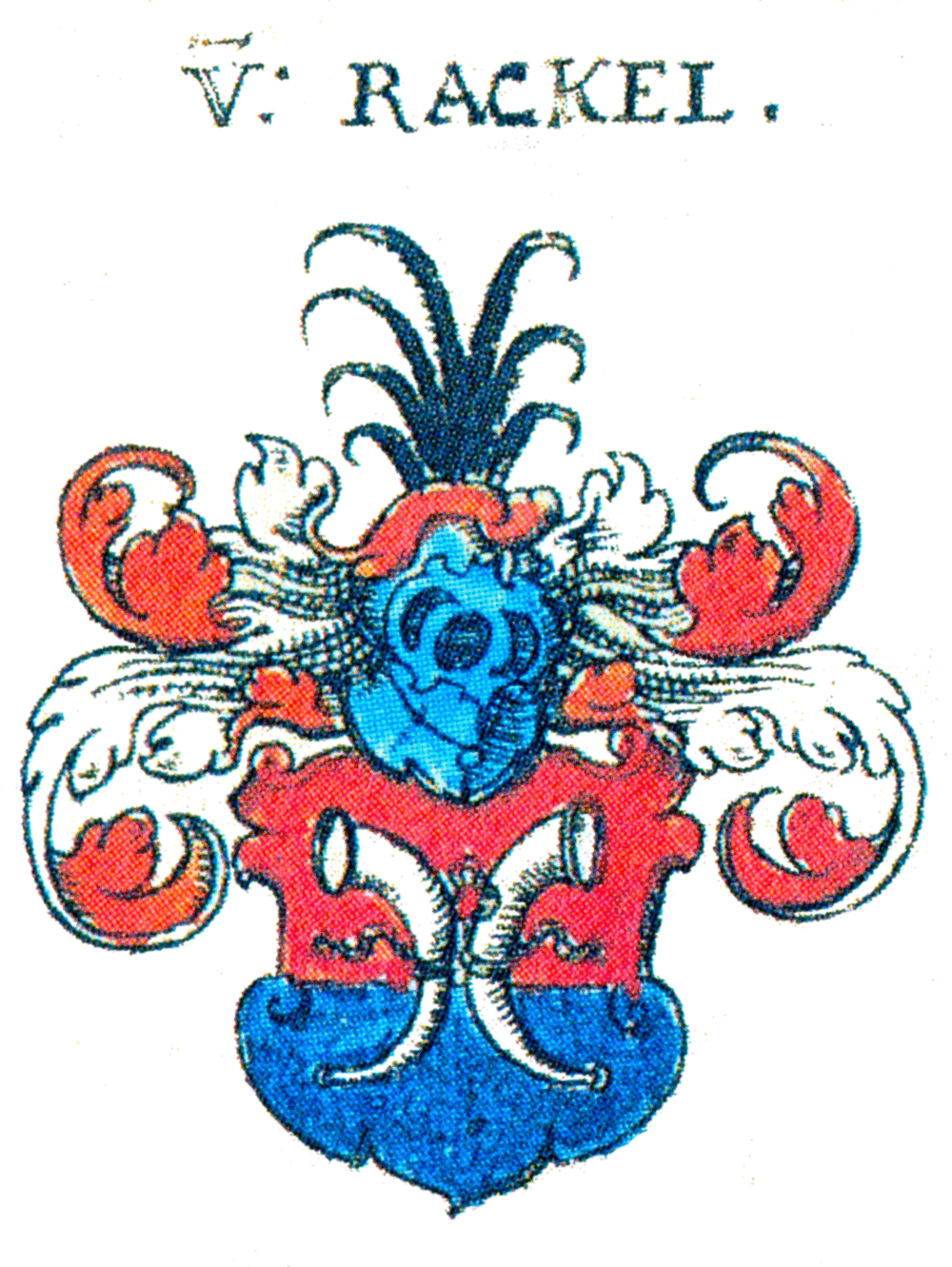
Wappen derer von Rackel

Die Familie von Rackel war ein altes Oberlausitzer Adelsgeschlecht mit dem gleichnamigen Stammhaus in Rackel, circa zehn Kilometer östlich von Bautzen.

## Geschichte
Die starke Ähnlichkeit der Wappen und die räumliche Nähe der Stammhäuser, und zwar im Umkreis der Stadt Weißenberg, legen eine, wenn auch urkundlich nicht belegte Stammesgleichheit der von Rackel mit dem Adelsgeschlecht von Nostitz nahe. Das Geschlecht erscheint zum ersten Mal urkundlich mit der Nennung eines Johann der ältere v. Rakil, welcher 1331 der Kirche zu Guttau ein Seelgerät stiftete.
Durch die gesamte frühe Geschichte der Familie bis in das 17. Jahrhundert hinein zieht sich der Umstand, dass die gegenwärtig bekannte Genealogie Lücken aufweist. Dennoch lassen sich bereits im 14. Jahrhundert zwei Hauptlinien im Markgrafentum Oberlausitz ausmachen. Schon 1381 erschien zu Daubitz ein Heinrich von Rackel. In dem genannten Ort sollte diese Linie, die fast ausschließlich die Leitnamen Hans und Balthasar verwendete, fortan bis 1666 ansässig sein. Ob die Linie dann erlosch oder lediglich ihren Besitz um Daubitz veräußerte und abwanderte, ist nicht bekannt. Mitglieder dieser waren Vasallen der Herrschaft Muskau.
Die zweite Linie verblieb vermutlich durchweg im Besitz des Stammgutes Rackel, wenn auch erst 1452 mit Hans Rackil ein aus diesem Geschlecht stammender Herr dieses Dorfes namentlich erwähnt wird. Melchior Albrecht von Rackel verkaufte im Jahr 1665 das Erblehngut Rackel und tauchte später als Pachtinhaber des Gutes Lichtenau bei Lauban auf. Mit ihm erlosch die Linie Rackel im Mannesstamm. Offenbar waren die beiden älteren Linien der Familie von Rackel wohl über den Dreißigjährigen Krieg in wirtschaftliche Schwierigkeiten geraten, da sie bei ihrem Abgang in Daubitz ein verschuldetes Rittergut hinterließen und benannter Melchior Albrecht von der Rackeler Linie später nur noch als Pächter genannt wurde.
Dessen ungeachtet tauchen etwa in derselben Zeit, d. h. in der Mitte des 17. Jahrhunderts zwei weitere Linien der Familie in der Ober- und der Niederlausitz auf, die bisher in einem unbekannten genealogischen Zusammenhang zu den oben genannten älteren stehen. Von diesen jüngeren Linien bildete die zu Litschen mit nur zwei Generationen (Vater Heinrich Ernst und Sohn Leuther Christoph) nur eine kurze Episode in der Familiengeschichte.
Die vierte und letzte Linie – Walter von Boetticher nannte sie „Linie Linderode-Quolsdorf“ – begann mit dem Landesältesten der Herrschaften Sorau und Triebel Adolph von Rackel auf Linderode in der Niederlausitz und blühte fortan sowohl in der Ober- und der Niederlausitz. Linderode (bzw. das Teilgut Mittel-Linderode II) blieb seit vor 1601 bis zum Tod des Maximilian Rudolph von Rackel 1739 im Besitz der Familie und ging dann über seine Tochter Anna Elisabeth († 1783), verheiratet mit Günther Sigismund von Bomsdorff, an diese Familie über. Der auf Schöneiche (Gemeinde Steinreich) in der Niederlausitz gesessene Friedrich Erdmann von Rackel erwarb 1737 das Gut Quolsdorf in der Oberlausitz, das übrigens in unmittelbarer Nachbarschaft zum einstiegen Stammsitz Daubitz der Linie Daubitz lag. Mitglieder dieser Linie bekleideten im ausgehenden 17. und im 18. Jahrhundert verschiedene Ämter der Landesverwaltung. Teile der Familie lassen sich desgleichen historisch in Schlesien und Preußen nachweisen.

## Wappen
Der Schild ist geteilt von Rot und Blau, darauf zwei silberne nach außen gekehrte und mit den Mundstücken nach unten stehende Hörner, welche durch ein schwarzes Band verbunden sind. Auf dem Helm mit rot-silbernen Decken als Kleinod neun schwarze Hahnenfedern.